# Lozzo Atestino
Lozzo Atestino là một đô thị thuộc tỉnh Padova vùng Veneto, located about 60 km về phía tây nam của Venezia và cách khoảng 25 km về phía tây nam của Padova, in the Colli Euganei regional park.
Đô thị Lozzo Atestino bao gồm các frazioni (các đơn vị cấp dưới, chủ yếu là làng) Chiavicone, Lanzetta, and Valbona.
Lozzo Atestino giáp các đô thị: Agugliaro, Baone, Cinto Euganeo, Este, Noventa Vicentina, Ospedaletto Euganeo, Vo.

## Nhân vật nổi bật
- Nevio Scala (cầu thủ bóng đá và huấn luyện viên) sinh ra và hiện vẫn đang ở Lozzo Atestino